# Fabrique d'armes Émile et Léon Nagant
A Fabrique d'armes Émile et Léon Nagant, mais tarde conhecida como L. Nagant & Cie, Liège, era uma empresa belga estabelecida em Liège em 1859 como fabricante de armas de fogo e posteriormente automóveis.

## Histórico
A empresa foi fundada originalmente pelos irmãos Émile (1830–1902) e Léon (1833–1900) como uma empresa de reparos industriais, que incluía o reparo de armas de fogo danificadas. Em 1867, os irmãos Nagant entraram no mercado de armas de fogo quando sua empresa recebeu uma licença para produzir 5.000 rifles "Remington Rolling Block" para os zuavos pontifícios; mais tarde, eles adaptaram o projeto de bloco rotativo para produzir espingardas de cano duplo com o nome "Remington-Nagant".
A empresa é mais conhecida pela contribuição de Émile para o projeto do rifle de serviço russo "Mosin-Nagant", adotado em 1891. Esta introdução à administração militar do Czar levou à adoção, em 1895, do revólver Nagant M1895 (projetado por Léon) como sua arma padrão. No ano seguinte, a cegueira progressiva de Émile o levou a se aposentar da empresa que foi renomeada para "L. Nagant & Cie, Liège", com Léon sendo acompanhado por seus filhos Charles e Maurice.

## Fabricação de automóveis
Posteriormente, a empresa passou a dedicar-se à fabricação de automóveis; A Nagant fabricava carros sob licença da empresa francesa Rochet-Schneider. Os carros Nagant foram fabricados de 1900 a 1928. A empresa foi comprada pela Impéria em 1931.